# Ciego de Ávila (béisbol)
Ciego de Ávila es el principal equipo de béisbol de la provincia Ciego de Ávila, Cuba. Son conocidos como los Tigres, aunque usan como emblema una piña, que en una época fue el principal rubro económico de la provincia.[cita requerida]. El 22 de agosto de 2013 se proclamaron campeones del III Torneo Reto Mundial de Béisbol. Es el actual campeón nacional, al ganar la LIV Serie Nacional de Béisbol.

## Historia
Durante tres décadas el quehacer del equipo Ciego de Ávila en los campeonatos nacionales de Cuba no fue sobresaliente porque las diferentes versiones presentadas jamás consiguieron concluir por encima de la quinta posición en la tabla, hasta la Serie L en que se ubicaron segundos, tras Pinar del Río. Sin embargo, su temporada consagratoria sería la LI, cuando derrotaron a Industriales en la gran final, cuatro juegos por uno, y se consagraron como campeones nacionales, y en la edición LIV que repitieron la hazaña.

## Sede
La sede de los Tigres de Ciego de Ávila es el Estadio José Ramón Cepero.
 El mismo fue construido desde el 1961 hasta 1964 en diferentes etapas: En 1961 fue marcado por primera vez por Oscar Ortega más conocido como el Yaqui Ortega; los primeros dogaouts fueron construidos de guano inicialmente y posteriormente las gradas se hicieron de madera.
El 3 de marzo de 1968 los equipos de La Habana y Granjeros celebraron el primer juego de béisbol, ganado por Granjeros con pitcheo de Lázaro Santana y perdido por Giovanni Gallego.

## Selección Actual

### Lanzadores
- Vladimir García Escalante (34)
- Yander Guevara Morales (26)
- Yunier Cano Vanes (99)
- Dachel Duquesne Cantero (93)
- Osmar Carrero Valdés (22)
- Yadir Rabi González (70)
- Denis Castillo Monederos (71)
- Dannel Diaz Abrahantes (85)
- Ariel Ricardo Rodríguez (37)
- Yunser Corrales Corrales (3)
- Liomil González Ercilla (43)
- Yandy Suárez Ortega (23)
- Ariorky Hernández Vázquez (25)
- Dainel Jiménez Utrera (41)

### Jugadores De Posición

#### Receptores
- Osvaldo Vázquez Torres (31)
- Yasmany González Beltran (15)
- Richard Contreras Diaz (30)

#### Jugadores de cuadro
- Yorelvis Charles Martínez (1)
- Humberto Morales González (47)
- Raul González Isidoria (8)
- Yorbis Borroto Jauregui (35)
- Rubén Valdés Expósito (10)
- Daikel Leiva Escobar (9)
- Jorge E. Bordón Casola (24)
- Yaismel Bravo Molina (17)
- Luis Mirabal Garcia (6)
- Williams Ponce Carvajal (51)

#### Jardineros
- Yoelvis Fis Morales (13)
- José Adolis García Arrieta (32)
- Abdel Civil González (40)
- Luis Robert Moiran (56)
- Gerson Molina Luis (2)

### Cuerpo de dirección
- Roger Machado Morales (61) Dir.
- Heriberto Goicochea Castellanos (89) Ent.
- Gualberto Quesada Pedroso (77) Ent.
- Mario Jorge Vega Rodríguez (42) Aux.
- Osmany Artiles Calderón (88) Aux.
- Michel Pérez Bello (57) Pfis.
- José Reyes Morfa Cb.
- Juan Miguel Santana Pérez Del.
- Abel Gómez Jiménez Med.
- Yuniel Ceruelo Vargas Fis.
- Daniel Marco Hernández Pupo Psi.
- Víctor José Cuesta Padrón Com.

## Cantera delEquipo Cuba
Un número considerable de avileños han integrado la nómina de la selección nacional. A continuación se muestran algunos jugadores que han sido parte del equipo Cuba.
- Roger Machado
- Vladimir Garcia
- Rudney Castillo
- Yorbis Borroto
- Raul Gonzales